# Kristin Herrera
Kristin Lisa Herrera (Los Angeles, 21 febbraio 1989) è un'attrice statunitense.
Ha partecipato per un anno alla serie televisive Zoey 101 nel ruolo di Dana Cruz. Ha inoltre recitato nel noto telefilm General Hospital.

## Biografia
Herrera è nata il 21 febbraio 1989 a Los Angeles, California. Ha due fratelli maggiori e una sorella, rispettivamente di nome Ryan, Justin e Ashley. Di origine messicana e portoricana, Herrera parla fluentemente spagnolo. Ha frequentato la Hillcrest Christian School a Granada Hills, Los Angeles. Nel 2004, all'età di 15 anni, è stata scelta per il ruolo di Dana Cruz in Zoey 101, la compagna di stanza di Zoey Brooks (Jamie Lynn Spears) e Nicole Bristow (Alexa Nikolas). Dopo la prima stagione, il personaggio di Herrera è stato cancellato dalla serie.

## Filmografia

### Cinema
- Freedom Writers, regia di Richard LaGravenese (2007)

### Televisione
- General Hospital – serie TV, 15 episodi (2000; 2004–2008)
- NYPD - New York Police Department (NYPD Blue) – serie TV, episodio 8x09 (2001)
- Settimo cielo (7th Heaven) – serie TV, episodio 6x19 (2002)
- The Division – serie TV, episodio 2x13 (2002)
- The Bernie Mac Show – serie TV, episodio 2x06 (2002)
- E.R. - Medici in prima linea (ER) – serie TV, episodio 10x17 (2004)
- Zoey 101 – serie TV, 13 episodi (2005)
- Senza traccia (Without a Trace) – serie TV, episodio 4x23 (2006)
- All That – serie TV (2020)

## Doppiatrici italiane
Nelle versioni in italiano dei suoi film, Kristin Herrera è stata doppiata da:
- Domitilla D'Amico in Zoey 101
- Alessia Amendola in Freedom Writers